# カトリック花蓮教区
カトリック花蓮教区（中: 天主教花蓮教區、羅: Dioecesis Hvalienensis、英: Diocese of Hwalien）は、台湾 花蓮県および台東県を管轄区域とするキリスト教カトリック教会の司教区である。司教座聖堂は扶助者聖母司教座堂。
教区は原住民の多く居住する台湾東部にあり、故に原住民信徒の比率が高い。

## 沿革
- 1859年（清咸豊9年） - 5月18日、フィリピンを活動拠点としていた3名のスペイン人ドミニコ会士の宣教師が、中国大陸から打狗港へ到着。同年12月、現在の高雄教区司教座堂の場所に簡易伝道所を建設。これがカトリック教会の台湾における最初の活動拠点となる。当初、台湾は福建代理区（現在の福州教区）の管理下に編入された。
- 1913年 – 7月19日、教皇庁はフォルモサ使徒座知牧区（羅: Praefectura Apostolica de Formosa）、すなわち台湾知牧区を設立し、その管轄区域を日本統治下の台湾（台湾および澎湖諸島）とした。
- 1949年 - 12月31日、教皇庁は花蓮県を含む台湾北部をそれまでの台湾知牧区から分割し、台北知牧区（現在の台北教区）を設置。台東県を含む残りの県と市は台湾知牧区から名称を変更した高雄知牧区が管轄した。
- 1952年 - 8月7日、台湾に教階制（ヒエラルキー）が制定され、中国の第21番目の教会管区となった。同時に教皇庁は台北知牧区より花蓮県、および高雄知牧区より台東県を分離・合併し花蓮知牧区を設置、パリ外国宣教会のフランス人アンドレ・ジャン・ベリヌー営口教区司教（仏: André-Jean Vérineux、中: 費聲遠）が知牧に就任した。
- 1963年 - 7月15日、教皇庁は花蓮知牧区を正式に花蓮教区に昇格させ、ベリヌー師が初代司教に就任した。

歴代の司教およびパリ外国宣教会など修道会の尽力で、多くの原住民が洗礼を受けて信徒となった。故にカトリックがマイノリティーである台湾において、台湾東部は比較的に信徒比率の高い地区となっている。
- 1998年 - 5月22日、教皇ヨハネ・パウロ2世はプユマ族の曾建次師を花蓮教区補佐司教に任命。同年8月29日曾師は正式に就任し、台湾原住民初の司教が誕生した。

## 統計
| 番号 | 項目               | 数値     |
| ---- | ------------------ | -------- |
| 1    | 信徒数             | 56,881名 |
| 2    | 司教および司祭     | 53名     |
| 3    | 修道士および修道女 | 97名     |
| 4    | 小教区             | 47箇所   |
| 5    | 巡回教会           | 143箇所  |

（2010年現在）

## 歴代司教（教区長）
- 初代（使徒座管理/営口司教兼務）[1] –アンドレ・ジャン・ベリヌー（中国語版）（パリ外国宣教会） 1963年 - 1973年
- 2代 – マタイ賈彦文 1974年 - 1978年
- 3代 – パウロ単国璽（イエズス会） 1979年 - 1991年
- 4代 – アンデレ銭志純 1992年 - 2001年
- 5代 – フィリポ黄兆明 2001年 - 現在